# Антагонизм (микробиология)
Антагонизм микроорганизмов — тип несимбиотических взаимоотношений микроорганизмов, при котором один штамм полностью подавляет или замедляет рост другого. 

## Описание
Может наблюдаться как в естественных условиях, так и в искусственных (лабораторных). Микроорганизмы-антагонисты могут относиться к любым таксономическим группам. Как правило антагонизм возникает при выделении микроорганизмом химических веществ с антибиотическими свойствами, подавляющих рост и жизнедеятельность других микроорганизмов. При этом микроорганизм, выделяющий химическое вещество, получает конкурентное преимущество. Возможны и другие механизмы. Антагонизм микроорганизмов широко распространён в почве, где происходит постоянная конкуренция за место и питательные вещества. Явление впервые описано Л. Пастером в 1877 году.

## Примеры
- подавление чумной палочки синегнойной палочкой;
- угнетение роста дрожжей актиномицетами, продуцирующими нистатин[3].

## Использование
- в производстве антибиотиков и антимикотиков;
- в сельском хозяйстве для повышения плодородия почв и борьбы с патогенными организмами;
- в медицине[4];
- в пищевой промышленности.